# جانی دی
جانی دی (انگلیسی: Johnny Dee؛ زادهٔ ۶ آوریل ۱۹۶۳) موسیقی‌دان اهل ایالات متحده آمریکا است.